# Ariana (cantante)
Ariana Rose Greenblatt, conosciuta semplicemente come Ariana (Houston, 18 agosto 1985), è una cantante statunitense naturalizzata russa.

## Carriera
Nata nel Texas, Ariana si è trasferita a Mosca con la famiglia all'età di 7 anni, dove ha frequentato una scuola internazionale e ha preso lezioni di pianoforte, canto e ballo. Suo padre l'ha presentata al produttore musicale Matvej Aničkin, con il quale ha registrato delle demo che le hanno fruttato un contratto con la Sony Music Russia.
Nel 2000 il primo video della cantante, The Fire Was Dead, è entrato in rotazione su MTV; alla fine dello stesso anno è uscito il singolo Happy New Year!, seguito da Pod ispanskim nebom nel 2001, brano che le ha fruttato un premio Zolotoj grammofon. Il 4 ottobre 2002 è stato pubblicato l'album di debutto della cantante, Pervaja ljubov' (promosso a livello internazionale con il titolo I'll Do It All Again), che in quattro mesi ha venduto più di 250 000 copie in Russia. Alla fine dello stesso anno Ariana ha ricevuto un altro Zolotoj grammofon, e ha vinto il festival musicale Pesnja goda. Ha vinto nuovamente il festival, oltre ad un terzo Zolotoj grammofon, nel 2003 grazie al suo duetto con Aleksandr Maršal intitolato Ja tebja nikogda ne zabudu.
Dopo essersi diplomata dalle scuole superiori nel 2003, Ariana si è trasferita per un anno a Los Angeles, dove ha preso lezioni di recitazione e dove ha collaborato con il vocal coach Seth Riggs per affinare la sua tecnica vocale. Nel 2004 è tornata in Russia per registrare il suo secondo album, Bez kompromissov, uscito nel 2005. Nel 2014 ha aperto un ristorante russo che porta il suo nome a New York.

## Discografia

### Album in studio
- 2002 – Pervaja ljubov'/I'll Do It All Again
- 2005 – Bez kompromissov
- 2011 – 3

### Singoli
- 2000 – Happy New Year!
- 2001 – Pod ispanskim nebom
- 2003 – Ja tebja nikogda ne zabudu (con Aleksandr Maršal)
- 2018 – You're Not Alone